# Slînkivșciîna, Zinkiv
Slînkivșciîna (în ucraineană Слиньківщина) este un sat în comuna Tarasivka din raionul Zinkiv, regiunea Poltava, Ucraina.

## Demografie
Componența lingvistică a localității Slînkivșciîna
     Ucraineană (100%)
Conform recensământului din 2001, toată populația localității Slînkivșciîna era vorbitoare de ucraineană (100%).